# Ádám Vay
Ádám Vay de Vaja, né le 11 mai 1657 à Vaja et mort le 31 janvier 1719 à Dancka, était un sénateur kuruc, capitaine en chef (főkapitány) de François II Rákóczi et főispán des comitats de Máramaros et de Békés.
Il participa à la guerre d'Indépendance de Rákóczi contre les Habsbourg.

## Biographie
Ádám Vay est le fils de Peter Vay de Vaja et de Anna Zoltan, tous deux membres de familles nobles du Royaume de Hongrie. Le 4 mai 1679, il épouse Erzsébet Nagy-iváni. Ils eurent quatre enfants :
- Erzsébet (mariée au comte Mihály Bethlen, puis au baron Ferenc Dujardin)
- Ádám
- Anna (mariée au Simon Kemény)
- Judit (mariée à Mihály Rhédey, puis au tchèque Dániel Wass)

Après le décès de sa femme le 25 décembre 1695, il se remarie avec Anna Zay avec qui il aura d'autres enfants : 
- Samuel
- Katalin (mariée à Pál Teleki)
- Klára (mariée à György Gerhard)
- Julianna (décédée à l'âge de 16 ans, à Dancka)

## Hommages
Un musée à son honneur, le Musée Adam Vay (hu) a été créé dans l'ancien château de la famille Vay.
De plus, une rue de Budapest porte son nom, la rue Vay Ádám.

## Autres
Il est l'un des aïeux de la famille royale britannique actuelle.